# Pomaria melanosticta
Pomaria melanosticta là một loài thực vật có hoa trong họ Đậu. Loài này được S.Schauer miêu tả khoa học đầu tiên.